# Ировка
Ировка (мар. Йыр) — река в России, протекает в Республике Марий Эл. Устье реки находится в 136 км от устья Илети по правому берегу. Длина реки составляет 69 км, площадь водосборного бассейна — 917 км².
Исток реки у деревни Данилово в 9 км к северо-западу от села Параньга. Река течёт на юг, протекает деревни Ирмучаш, Яндимирово, Ирнур, Портянур, Шойдум, Нижняя, Семисола, Алмаметьево, Канал, Юрдур, Мари-Кужеры. Протекает в двух километрах восточнее крупного посёлка Морки. Впадает в Илеть ниже деревни Мари-Кужеры в 10 км к юго-востоку от села Морки.

## Притоки
(указано расстояние от устья)
- 38 км: река Изюмка (пр)
- 48 км: река Шойка (пр)
- 55 км: река Купшерка (пр)
- река Унжа (пр)

## Данные водного реестра
По данным государственного водного реестра России относится к Верхневолжскому бассейновому округу, водохозяйственный участок реки — Волга от Чебоксарского гидроузла до города Казань, без рек Свияга и Цивиль, речной подбассейн реки — Волга от впадения Оки до Куйбышевского водохранилища (без бассейна Суры). Речной бассейн реки — (Верхняя) Волга до Куйбышевского водохранилища (без бассейна Оки).
Код объекта в государственном водном реестре — 08010400712112100001593.